# Bon Ton Radio
Bon Ton Radio – stacja radiowa nadająca od lipca 1997 roku w Chełmie (woj. lubelskie) na częstotliwości 104,9 MHz.
Jest to pierwsza komercyjna lokalna stacja radiowa działająca na terenie byłego województwa chełmskiego. Nadaje codzienny program przez 24 godziny. Swoim zasięgiem obejmuje obszar w promieniu ok. 100 km od Chełma na terenie znacznej części województwa lubelskiego oraz w części obwodu wołyńskiego na Ukrainie.

## Oferta programowa
Grupę docelową Radia Bon Ton stanowią słuchacze w wieku 18-55 lat. Muzyczno-informacyjny profil rozgłośni obejmuje informację, publicystykę, edukację i poradnictwo.
Głównym formatem muzycznym stacji jest AC, przy czym 40% nadawanych utworów to utwory polskie. 
Tematyka lokalna zajmuje ponad 30% tygodniowego czasu nadawania. Ważnym elementem jest promocja twórczości i kultury lokalnej, przy uwzględnieniu różnic religijnych i kulturowych występujących wśród ludności.
W ramówce znajduje się także miejsce na gry i konkursy, transmisje i retransmisje koncertów, sprawozdania z imprez kulturalnych i sportowych oraz ważnych wydarzeń w zasięgu stacji.
Radio obejmuje patronat radiowy nad imprezami na terenie Chełma i okolic.